# Otão II de Meissen
Otão II, o Rico (em alemão, Otto der Reiche; 1125 – 18 de fevereiro de 1190), um membro da Casa de Wettin, foi um marquês de Meissen de 1156 até sua morte.

## Biografia
Foi o filho mais velho de Conrado de Meissen, marquês de Meissen e Marca de Lusacia. Quando seu pai, sob a pressão do imperador Federico I, se retirou e entrou no convento agostino de Lauterberg em 1156, Otão lhe sucedeu em Meissen enquanto seus irmãos menores Teodorico e Dedo eceberam a Marca de Lusácia e o Condado de Groitzsch com Rochlitz.
A partição implicou numa diminuição do poder dos Wettin, e a política imperial de Otão foi muito pouco efetiva. Teve de escolher um lado e ver a ampliação do poder do imperador no território da Pleissnerland ao redor de Altenburg, Chemnitz e Zwickau; mais ainda, interveio sem sucesso numa briga com os burgraves de Dohna, em auge, nas Osterzgebirge. Junto com o arcebispo Wichmann de Magdeburgo uniu-se à expedição do imperador Federico contra o duque saxão rebelde Henrique o Leão em 1179, no entanto, não conseguiu se beneficiar de sua queda.

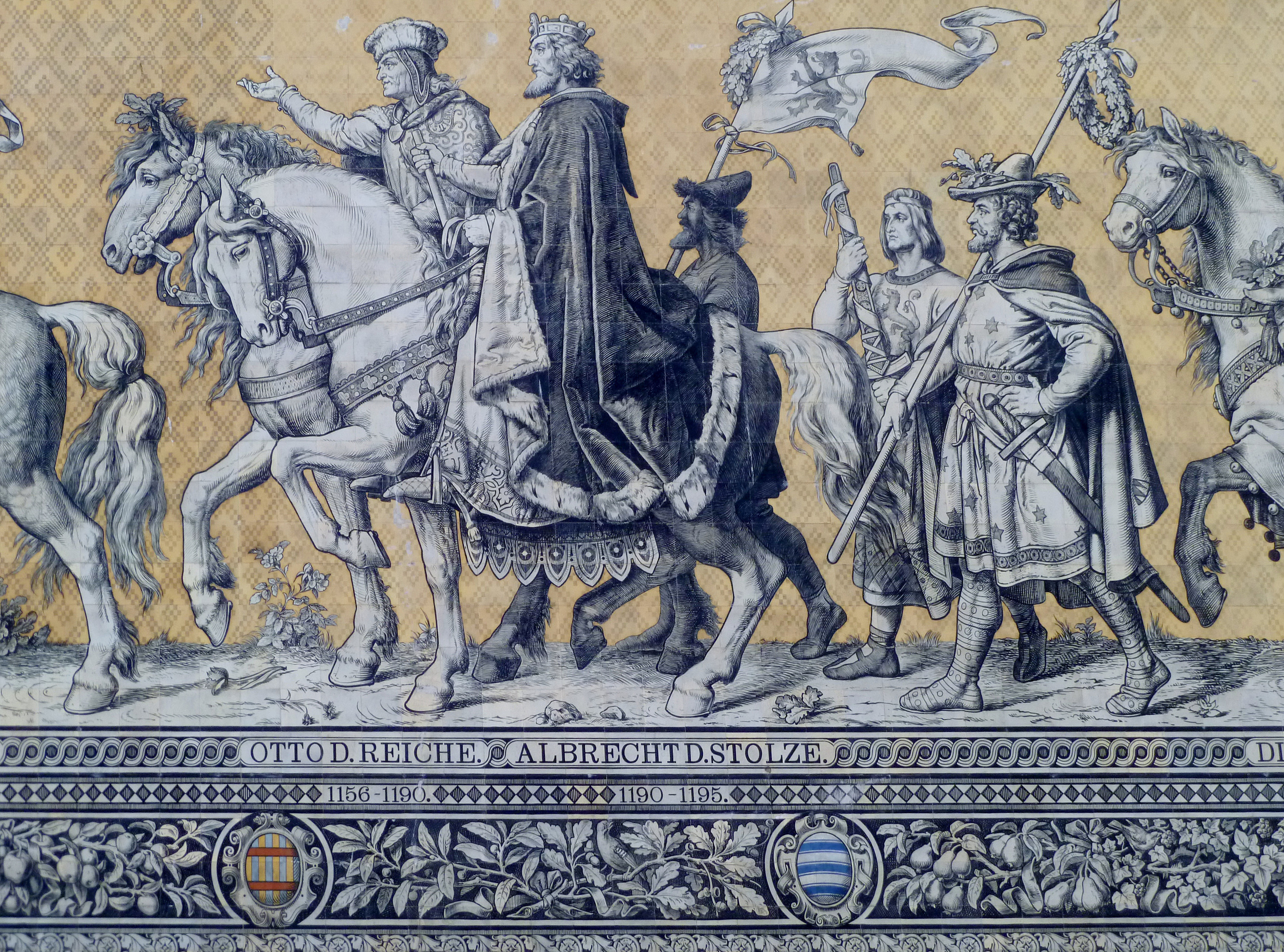
Otão e seu filho Alberto representados em Fürstenzug de Dresden

O política interior de Otão foi bem sucedida: por volta de 1165 outorgou aos cidadãos de Leipzig, localizada no cruzamento de caminhos das rotas comerciais Via Regia e Via Imperii, com mordomias cidadãos e fundou a igreja de São Nicolau de Leipzig. Também estabeleceu a abadia de Altzella nos estados Miriquidi nas encostas do Osterzgebirge que tinha recebido do imperador, onde se descobriram minas de prata perto de Christiansdorf em 1168. A nova cidade mineira (Bergstadt) de Friburgo e seus rendimentos cedo converteram-se numa das mais importantes fontes de rendimentos do marquesado, posteriormente recebendo a alcunha de "o Rico".
Em seus últimos anos, Otão teve que enfrentar ferozes reclamações de heranças entre seus filhos Alberto e Teodorico. O marquês preferia ao filho menor, Teodorico, que por sua vez, foi capturado e preso por Alberto, quem tinha o respaldo do irmão de Otão, Dedo, e seu filho Conrado. O imperador Federico obrigou que o libertassem da prisão, mesmo assim, Alberto pôde afirmar suas pretensões e suceder a seu pai como marquês. O confronto entre os irmãos, no entanto, persistiu até a repentina morte de Alberto (supõe-se que envenenado) em 1195.

## Casamento e descendência
Otão casou-se com Eduvigis de Brandeburgo, uma filha do marquês Alberto o Urso. O casal teve quatro filhos:
- Alberto I (1158-1195), marquês de Meissen desde 1190, casado com Sofia, filha do duque Federico da Boêmia
- Adelaida de Meissen (1160-1211), casada com o rei Otacar I da Boêmia em 1198
- Teodorico I (1162-1221), marquês de Meissen desde 1195, casado com Juta da Turíngia, filha de Germano I
- Sofia de Meissen, casada com o duque Oldřich de Olomouc.[1][2][3][4][5]